# Le Panier
Pour les articles homonymes, voir Panier (homonymie).
Le Panier désigne un quartier de Marseille situé dans le 2e arrondissement, partagé entre trois quartiers administratifs : Hôtel-de-Ville, Les Grands-Carmes et La Joliette. 
La rive nord du Vieux Port est la partie la plus ancienne du site d'implantation historique de la colonie grecque de Massalia en 600 ans av. J.-C.. Les ruelles étroites qu'on y trouve rappellent toujours qu'il s'agit de la partie la plus ancienne de la ville malgré la destruction d'une grande partie de ces quartiers au XIXe siècle lors du percement de la rue de la République puis au XXe siècle, lors du dynamitage par les autorités allemandes en février 1943 du quartier Saint-Jean, cœur historique de Marseille. Aujourd'hui, le Panier en est la seule partie conservée. Ces quartiers devinrent à partir de la seconde moitié du XIXe siècle la porte d'entrée des populations immigrées à Marseille, notamment italiennes, corses puis maghrébines. Ces dernières années, sous l'effet des réhabilitations et de l'implantation de lieux culturels, le Panier devient un quartier touristique notamment avec le projet Euroméditerranée.

## Géographie

### Toponymie
Le nom du Panier viendrait d'une auberge ayant comme enseigne un panier. Elle donne son nom à la rue où elle est établie, la rue du Panier, puis au quartier.

### Situation et limites du quartier

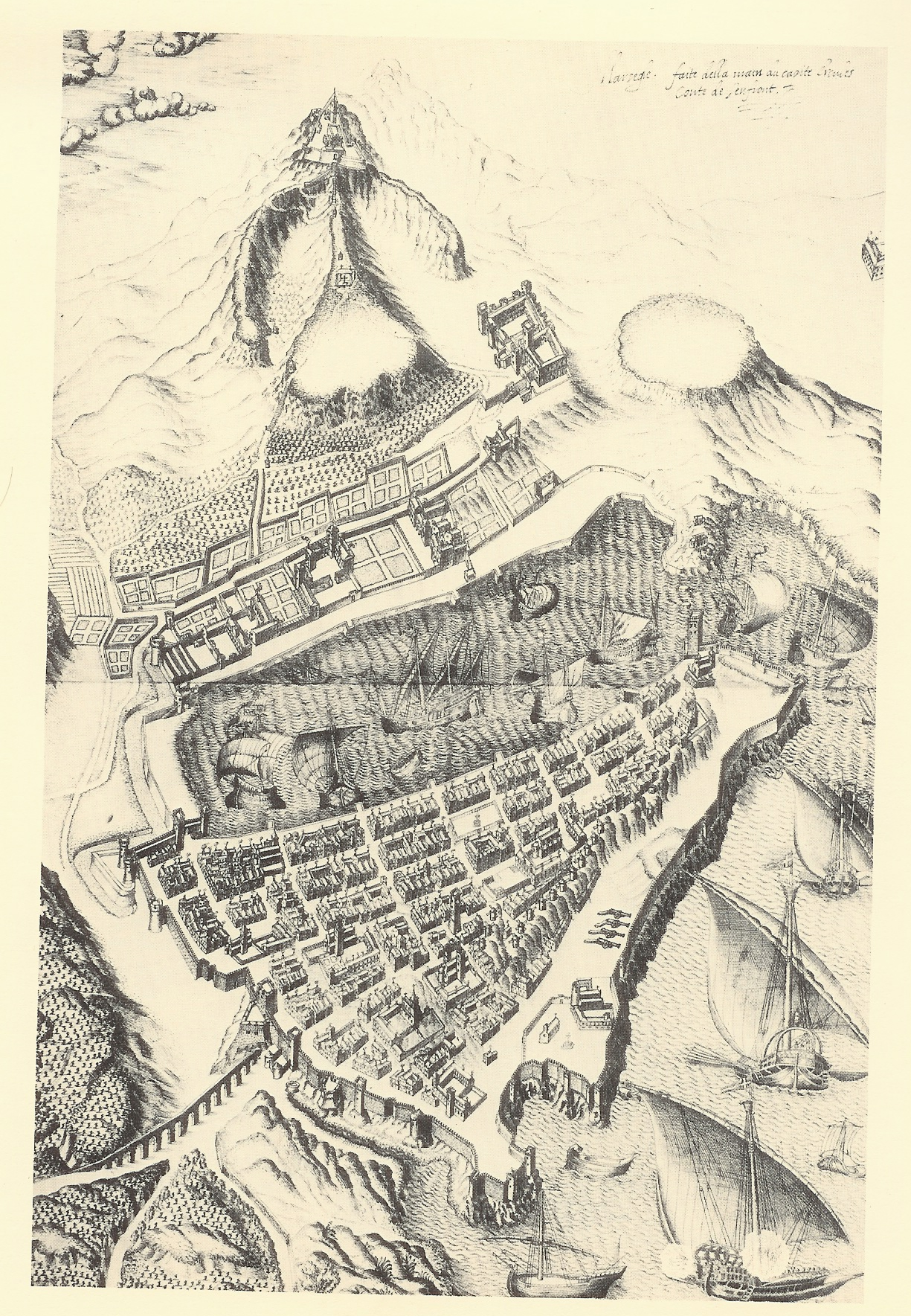
Plan de Marseille en 1591.

Le Panier se situe dans la partie la plus ancienne de Marseille, au nord du Vieux-Port, derrière l'hôtel de Ville. Dans cet espace, se trouvent trois collines : la butte Saint-Laurent, la butte des Moulins et la butte des Carmes. La ville de Marseille s'est développée à l'intérieur de ce territoire, clos par des remparts, du VIe siècle av. J.-C. jusqu'au XVIIe siècle, quand Louis XIV ordonne une première extension de la ville. Toutefois, jusqu'à la destruction de celui-ci par les Allemands et le régime de Vichy, le quartier réputé le plus ancien et populaire de Marseille était le quartier de Saint-Jean, le Panier ne constituant que la partie haute des vieux quartiers marseillais situés sur la rive nord du Lacydon.

## Histoire

### XVIIIesiècle
Giacomo Casanova (1725-1798), lors de son passage à Marseille, séjourna à l'auberge des Treize Cantons ouverte par un restaurateur suisse qui donna ce nom en souvenir de son pays, au no 4 de la place éponyme. Ce séducteur conte les moments exquis qu'il passa en ces lieux dans son Histoire de ma vie : « […] Il n'y a pas de ville en France où le libertinage des filles soit poussé si loin qu'à Marseille. Non seulement elles se piquent de ne rien refuser, mais elles sont les premières à offrir à l'homme ce que l'homme n'ose pas toujours demander. »
La place prit le nom de l'auberge, mais par confusion avec la traduction du provençal Cantoun qui signifiant « coin », elle devint la place des Treize-Coins. Ce n'est qu'en 1927 qu'elle retrouva son nom d'origine

### Seconde Guerre mondiale

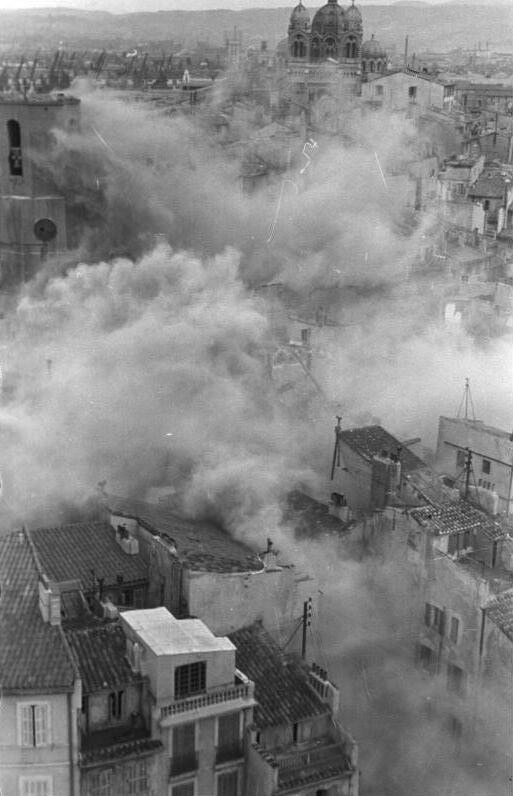
Destruction d'immeubles en février 1943.

Considéré comme pauvre et insalubre, l'aménagement des vieux quartiers s'étendant sur la rive nord du Vieux-Port est critiqué dès le XVIIIe. Plusieurs projets de rénovation ont été ébauchés au fil des siècles. Durant la Seconde Guerre mondiale, un plan d’urbanisme est préparé par des architectes acquis à la cause de la « révolution nationale » mise en œuvre par le régime de Vichy. Les premiers travaux débutent à l'automne 1942 : 

« Suburre obscène, un des cloaques les plus impurs, où s'amasse l'écume de la Méditerranée […] C'est l'empire du péché et de la mort. Ces quartiers patriciens abandonnés à la canaille, la misère et la honte, quel moyen de les vider de leur pus et les régénérer »

 — Louis Gillet, revue municipale du 21 octobre 1942
La partie située entre la rue Caisserie et le Vieux-Port, Saint-Jean, est finalement détruite par décision des Allemands : ses ruelles sombres et pleine de recoins constituant un refuge pour les Résistants. Entre le 22 et le 24 janvier 1943, 30 000 habitants sont expulsés, plusieurs milliers de personnes sont arrêtées et envoyées dans les camps de concentration. Puis, maison par maison, les 1 500 immeubles sont dynamités, laissant un champ de ruines à l'exception de l'hôtel Echevin de Cabre, construit en 1535, la plus vieille demeure de la ville. Lors de la reconstruction du nouveau quartier de l'Hôtel de Ville, l'immeuble a été tourné sur vérins pour le placer dans l'alignement des nouvelles rues.

### Après la guerre
Longtemps Le Panier a été un quartier considéré comme un lieu de trafic. Les habitants vivaient avec la présence du banditisme. Le trafic de cigarettes y était important, révélé notamment par l'affaire du Combinatie en 1952. 

### Aujourd'hui
Le quartier du Panier fait partie de l'opération d'aménagement urbain Euroméditerranée. Alors qu'il est inclus au sein d'un quartier prioritaire, des réhabilitations touchent les secteurs comprenant la rue de la République, l'Hôtel-Dieu, les Docks (La Joliette), l'esplanade de la Cathédrale de la Major, l'esplanade du J4, le fort Saint-Jean. 
Le Panier devient peu à peu un quartier touristique : des ateliers d'artistes (notamment céramistes, peintres et galeristes) ont été créés dans le quartier et un train touristique circule toute l'année au milieu des habitations insalubres. Le succès de la fiction télévisée Plus belle la vie dont l'action se déroule à Marseille dans des décors largement inspirés du Panier, a poussé la production à ouvrir une boutique dans le quartier.

## Culture et patrimoine
Le Panier dénombre de nombreux monuments et points d'intérêt patrimoniaux et historiques :
- la place de Lenche, à l'emplacement de l'ancienne agora grecque et l'ancien forum romain ;
- l'Église Saint-Laurent, datant du XIIe siècle. Du parvis de l'église, le panorama s'étend sur l'entrée du port de Marseille, les Fort Saint-Jean et Saint-Nicolas, l'abbaye Saint-Victor et Notre Dame de la Garde ;
- l'Église Notre-Dame-des-Accoules dont il reste le clocher, l'église originelle du XIVe siècle est détruite pendant la révolution, celle qui existe aujourd'hui date du XIXe siècle ;
- le préau des Accoules du XVIIe, tour à tour, collège de jésuites puis Observatoire royal, il abrite désormais un musée pour les enfants et présente des activités culturelles en relation avec les grandes expositions présentées dans les musées de Marseille[5].
- Extrait sonore d'une enquête orale réalisée en 1979 par des historiennes relatant un témoignage sur la vie des quartiers Le Panier et Saint-Jean à Marseille.la rue Lacydon anciennement rue Bouterie (cf. extrait sonore ci-contre), où étaient installées les familles de migrants italiens (navigateurs, pêcheurs et plongeurs). Cette rue était aussi un lieu de sociabilité où l'on trouvait des bars-concerts et des maisons closes[6], évoquées dans Banjo de Claude McKay.
- la Vieille Charité, hospice réalisé sur les plans de Pierre Puget, dont la construction est décidée en 1640 pour accueillir les pauvres et les mendiants de la ville. Aujourd'hui, elle abrite de nombreuses structures telles que le Centre international de poésie Marseille (cipM), la Direction des musées de Marseille et plusieurs musées municipaux (le Musée d'archéologie méditerranéenne, le Musée d’Arts Africains, Océaniens, Amérindiens), une salle de conférence (Le Miroir), une librairie, l'école doctorale de l'EHESS et le Centre National de Recherche Scientifique (CNRS), ainsi que plusieurs fonds bibliothécaires spécialisés et des expositions temporaires,
- Hôtel-Dieu, monument patrimonial majeur de Marseille construit au XVIIIe siècle ; début 2007, la ville a cédé l'exploitation du bâtiment au groupe Axa sous forme d'un bail emphytéotique afin que la chaîne y construise un hôtel 5 étoiles. Cette cession municipale est très controversée parmi les habitants.
- La Tour des Trinitaires, reliquat du couvent de l'ordre du même nom dont la fonction consistait à racheter les captifs prisonniers au Levant.

## Population et société

### Démographie
Les changements du quartier, et notamment la rénovation urbaine en cours, participent à un processus de gentrification. Cependant subsistent au Panier de nombreuses familles populaires ainsi que parfois des logements insalubres, exigus, voire dangereux.

### Manifestations culturelles et festivités
Tous les ans depuis 1994, à cheval sur la Fête de la musique, le Panier organise La Fête du Panier qui compte de multiples concerts sur les nombreuses places, des spectacles de rue (théâtre et musique), des expositions de peintures et photographies, des ateliers de cirque, des cours de cuisine, des défilés de mode, des projections de films en plein air, des bals, etc. 

### Cultes
Le quartier du Panier de par sa composition cosmopolite regroupe des personnes de toutes confessions ou sans aucune d'entre elles, comme on peut s'y attendre dans une grande ville multiculturelle comme Marseille.
Actuellement on y répertorie plusieurs lieux de cultes:
Catholiques  : 
1) Ensemble paroissial Notre-Dame de la Major (La Major (cathédrale), l'Eglise Saint-Laurent, l'Eglise Notre-Dame-des-Accoules)
2) Ensemble paroissial Saint-Ferréol (L'Eglise Saint-Cannat-Les-Prêcheurs & l'Eglise Saint-Ferréol)
3) Chapelle du Bon-Jésus, ou des Pénitents noirs (Courant traditionaliste catholique).
Protestant-Evangéliques : Eglise-Protestante-Le-Panier (EPP) , 9 rue Caisserie.
Musulmans : Salle de prière musulmane (Courant comorien) , 5 rue des Cartiers.

### En littérature
- le poète Victor Gelu, bien qu'étant originaire du quartier autour de la Porte d'Aix évoque le Panier, qu'il situe précisément entre l'Hôtel Dieu et la Butte des Moulins, dans ses chansons provençales.
- Dans Désert (1980), Lala vit, travaille et zone dans le quartier, un certain temps (surtout aux pages 257-357, édition de poche).

### Représentation au cinéma et à la télévision
Le Panier a souvent été représenté au cinéma ou à la télévision : 
- Le Panier a servi d'inspiration pour les décors du film Borsalino de Jacques Deray, avec Alain Delon et Jean-Paul Belmondo ;
- le film Lila dit ça avec Vahina Giocante s'y déroule avec des comédiens amateurs du quartier ;
- le film Comme un aimant, sorti en 2000, s’inspire de l’ambiance du Panier : il raconte la vie d'une bande de copains qui vit dans le quartier, attirés « comme par un aimant » par les bancs du quartier, ils ne font rien de leur vie, et cherchent à changer cet état de fait ;
- quelques scènes de L'Immortel, un film de Richard Berry, y sont tournées en 2009 ;
- Le Panier est l'inspiration principale du "Mistral", lieu dans lequel se déroule la série Plus belle la vie et certaines scènes d'extérieurs y sont d'ailleurs tournées.
- Le remake du film Le Deuxième Souffle de José Giovanni par Alain Corneau avec Daniel Auteuil, Monica Bellucci, Michel Blanc, Jacques Dutronc et Éric Cantona termine sur un plan long de la rue Rodillat en train de s'éveiller peu après la fusillade finale.

## Personnalités liées au quartier
- Patrick Bosso, humoriste et acteur. C'est dans ce quartier qu'il a grandi.
- Désirée Clary (1777-1860) fiancée à Napoléon Bonaparte, épouse de Bernadotte, devenue reine de Suède et de Norvège, a vécu rue des Phocéens.
- Jean-Noël Guérini, homme politique français, président du Conseil général des Bouches-du-Rhône, sénateur et ancien conseiller municipal de Marseille.
- Le Rat Luciano, rappeur marseillais d'origine espagnole et martiniquaise, ancien membre du groupe Fonky Family
- Menzo, rappeur français d'origine comorienne, ancien membre du groupe Fonky Family.
- Georges Nguyen Van Loc (1933-2008), surnommé « le Chinois », commissaire de police et écrivain.
- Tany Zampa (1933-1984), ancien parrain du milieu marseillais.